# Ilybius lateralis
Ilybius lateralis is een keversoort uit de familie waterroofkevers (Dytiscidae). De wetenschappelijke naam van de soort is voor het eerst geldig gepubliceerd in 1832 door Gebler.